# Premio TV - Premio regia televisiva 2016
La cinquantaseiesima e ultima edizione del Premio Regia Televisiva si svolse a Roma nel giugno 2016, per la prima e unica volta mai trasmessa in televisione.
L'assegnazione dei premi è stata effettuata dall'Accademia del Premio TV presieduta da Umberto Brindani e dalla giuria composta da Angela Missoni, Davide Maggio, Donatella Aragozzini, Edoardo Vianello, Emanuela Castellini, Marco Molendini, Maria Venturi, Maria Volpe, Marida Caterini, Nicola Apollonio e Fiorello.

## Premi
- Festival di Sanremo 2016 (Rai 1)
- Amici di Maria De Filippi (Canale 5)
- X Factor (Sky Uno)
- Tale e quale show (Rai 1)
- Crozza nel Paese delle Meraviglie (LA7)
- Laura & Paola (Rai 1)
- E poi c'è Cattelan  (Sky Uno)
- Le Iene (Italia 1)
- Striscia la notizia (Canale 5)
- Report (Rai 3)

### Miglior programma in assoluto
- Report

### Miglior personaggio femminile
- Virginia Raffaele

### Miglior personaggio maschile
- Carlo Conti

### Personaggio rivelazione
- Laura Pausini

### Miglior fiction
- Il commissario Montalbano (Rai 1)